# Nicolas Guisnée
Nicolas Guisnée fou un matemàtic francès del segle xviii, membre de Acadèmia Francesa de les Ciències, mort el 2 de setembre de 1718; és conegut pels seus llibres de text per estudiants.

## Biografia
Va estudiar matemàtiques amb Nicolas Malebranche i va ser un protegit de L'Hôpital.
Enginyer del rei, va ser professor reial de matemàtiques del col·legi del mestre Gervais. Va formar nombrosos joves matemàtics aristòcrates i grans burgesos, com François Nicole, Pierre Rémond de Montmort, la marquesa de Châtelet,  Maupertuis.
Va ser nomenat estudiant de geòmetre de Pierre Varignon a l'Acadèmia reial de les ciències, el 15 de març de 1702, i geòmetre associat el 15 de gener de 1707.
El seu llibre, Application de l'algèbre a la géométrie, és comentat el 1736 per D'Alembert a Remarques & éclaircissemens sur différens endroits de l'application de l'algèbre à la géomètrie de Mr. de Guisnée.

## Publicacions
Application de l'algèbre à la géométrie ou Méthode de démontrer par l'algèbre les théorèmes de géométrie, & d'en résoudre & construire tous les problèmes, chez Quillau, Paris, 1705 (llegir en línia) (francès)

### Història de la Reial Acadèmia de Ciències
- Livre de M. Guisnée sur l'Application de l'Algèbre à la Géométrie, dans Histoire de l'Académie royale des sciences - Année 1705, chez Gabriel Martin, Paris, 1730, p. 98-116 (llegir en línia) (francès)

### Memòries de la Reial Acadèmia de Ciències
- Manière générale de déterminer géométriquement le foyer d'une lentille, formée par deux courbes quelconques, de même ou de différente nature, telle que puisse être la raison de la réfraction, et de quelque manière que puissent tomber les rayons de lumière sur une des faces de cette lentille ; c'est-à-dire, soit qu'ils y tombent divergens, parallèles, ou convergens, dans Histoire de l'Académie royale des sciences avec les mémoires de mathématique & de physique tirez des registres de cette Académie - Année 1704, p. 24-39 (llegir en línia) (francès)
- Observations sur les Méthodes de Maximis & Minimis, où l'on fait voir l'identité et la différence de celle de l'Analyse des Infiniment petits avec celles de Messieurs Hermat et Hude, dans Histoire de l'Académie royale des sciences avec les mémoires de mathématique & de physique tirez des registres de cette Académie - Année 1706, p. 24-51 (llegir en línia) (francès)
- Théorie des projections ou du jet des Bombes selon l'hypotese de Galilée, dans Histoire de l'Académie royale des sciences avec les mémoires de mathématique & de physique tirez des registres de cette Académie - Année 1707, p. 140-152 (llegir en línia) (francès)